# Ханс фон Сект
Генерал Ханс фон Сект (Шлезвиг, 22. април 1866 — Берлин, 27. децембар 1936), високи официр немачке армије. Током Првог светског рата био је на Источном фронту. После рата се залагао за савез са бољшевичком Русијом против Пољске, али у време Каповог пуча, 1920. године, одбио је да изда наређење за наступање према пучистима (Рајхсвер не пуца на Рајхсвер!). У периоду 1930—1932. године, као члан Народне партије, био је посланик у Рајхстагу, а 1934—1935. био је саветник Чанг Кај Шека.

## Рајхсвер
Након рата, као начелник генералштаба (1919—1920) организовао је Рајхсвер, нову немачку армију. Версајским уговором, Немачкој је била дозвољена војска снаге 100.000 људи, не више од 4.000 официра и њен генералштаб је распуштен, алу су Фон Сект и његови сарадници успели да маскирају низ војних установа и активности и прикажу их као цивилне, тако да су немачке војне снаге биле ефективно знатно веће. Поред тога, подофицири Рајхсвера су обучавани у складу са два нивоа вишим чином од онога који су имали.
Поред тога, Фон Сект је, пре свега финансијском подршком, омогућио и ветеранима Првог светског рата окупљеним у многобројне ветеранске организације да наставе са војном обуком мимо званичне војске, чиме је Рајхсвер јачао своју резерву сачињену од великог броја искусних бораца. Најзначајнија од ових групација је између 1918. и 1935. била је организација „Челични шлем“, која је 1930. године бројала чак 500.000 чланова. Унутар ње се у најширем смислу одржавао и гајио култ немачке армије на строгим паравојним принципима, укључујући и ношење униформи. Посебна пажња је придавана младима, за које су организоване војне вежбе. Ово се неформално називало „Црним Рајхсвером“. Црном Рахсверу су припадале и знатно милитантније снаге, као Организација Конзул и Јуришни одреди - СА. Рајхсвер је финансирао и разне спортске активности, са циљем стицања вештина које су се могле применити у војне сврхе. На пример, масовно је популаризовано и подстицано једриличарство, и многи каснији асови Луфтвафе су своје прве летачке вештине стекли на спортским аеродромима под руководством бивших војних пилота.

## Пакт са Лењином
Фон Сект је у октобру 1919, тајно од владе Вајмарске републике послао у Москву свог блиског пријатеља Исмаила Енвер-Пашу, да успостави контакт са Совјетима. Ово је довело до потписивања војног пакта са Лењином, по коме је немачким стручњацима било омогућено да у Совјетском Савезу развијају оружје које је Немачкој било забрањено одредбама Версајског уговора, а пре свега тенкове и авионе. Исти пакт је омогућио немачким предавачима да предају на руским академијама, а официрима Рајхсвера да се школују на њима.
Немачки инжењери су радили у сарадњи са совјетским колегама нарочио интензивно на развоју и унапређењу тешког наоружања у Ками (СССР), близу Казања. Од 1926. до 1932, неколико немачких фирми попут Крупа (Krupp), Рајнметал-Борсига (Rheinmetall-Borsig), Дајмлера (Daimler) и других, радило је на изградњи првих прототипова тенкова тестираних на совјетској територији. Ови пројекти камуфлирани су називима „Велики трактор“ I, II, III и „лаки трактор“ и утрли су пут првим лаким тенковима Panzer Pz I који су се појавили већ 1934. године. У овом периоду и Хајнц Гудеријан, отац савременог тенковског ратовања и аутор капиталног војног дела „Пажња! Тенкови!“ и каснији немачки генерал, провео је у Казању неколико година веома битних за његових каснију каријеру.

## Каснији живот
Између 1930. и 1932. Фон Сект је био посланик Рајхстага као члан Народне Партије Немачке (DVP), након што му није успело да буде изабран кандидат Партије Центра. За време председничких избора 1932, Фон Сект је писао својој сестри, убеђујући је да гласа за Хитлера.
У октобру 1933, Фон Сект је отпутовао у Кину на челу немачке војне мисије. У време његовог доласка, кинеско-немачки односи су били веома лоши, пре свега због немачке расистичке ароганције, и Чанг Кај Шек је озбиљно разматрао могућност да отпусти Немце и ангажује француску војну мисију. Да би спасао мисију, Фон Сект је наредио немачким официрима да се опходе тактичније према Кинезима и да показују више поштовања према њима. Ово му је омогућило да сачува немачку позицију у Кини. Између 1934. и 1935. служио је као Чанг Кај Шеков саветник и и помогао у стварању нове основе за кинеско-немачку сарадњу. Убрзо након тога се враћа у Немачку, где се разочарава у Хитлера.
Ханс фон Сект је умро у Берлину 27. децембра 1936. и сахрањен је на гробљу Инвелиденфридхоф.